# Rashad al-Alimi

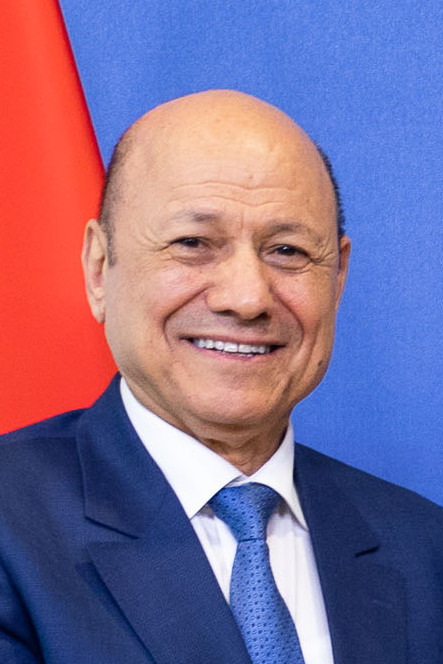
Rashad al-Alimi, 2023

Rashad Muhammad al-Alimi (arabisch رشاد محمد العليمي, DMG Rašād Muḥammad al-ʿAlīmī; * 15. Januar 1954 in al-Aloom, Gouvernement Taʿizz) ist ein jemenitischer Politiker, der seit dem 7. April 2022 als Vorsitzender des Präsidialrates der Republik Jemen fungiert und damit Staatsoberhaupt des Landes ist. Er ist Mitglied des Allgemeinen Volkskongresses.

## Laufbahn
Rashad al-Alimi wurde 1954 in Al-Aloom, einem Dorf im Gouvernement Taʿizz, geboren und ist der Sohn des Richters Mohammed Ben Ali al-Alimi. Er machte 1969 seinen Abschluss an der Gamal Abdel Nasser-Schule in Sanaa. Anschließend erwarb er 1975 einen Bachelor-Abschluss in Militärwissenschaften an der Polizeihochschule von Kuwait, 1977 einen weiteren Hochschulabschluss in Kunst an der Universität Sanaa und zwischen 1984 und 1988 einen Master und einen Doktor in Soziologie an der Ain-Schams-Universität in Ägypten.
Er ist Mitglied des Allgemeinen Volkskongresses und war vom 4. April 2001 bis 2008 Innenminister. Im Mai 2008 wurde er Vorsitzender des Obersten Sicherheitskomitees und stellvertretender Premierminister mit Verantwortung für Verteidigung und Sicherheit, anschließend Mitglied der Jemenitischen Nationalen Dialogkonferenz und Berater von Präsident Abed Rabbo Mansur Hadi.
Am 3. Juni 2011, während der Schlacht um Sanaa, wurde al-Alimi zusammen mit Ali Abdullah Salih bei einem Angriff auf die Al-Nahdin-Moschee im Präsidentenpalast verwundet, anschließend wurde er zur Behandlung nach Saudi-Arabien und Deutschland verlegt, bevor er am 13. Juni 2012 nach Sanaa zurückkehrte. Im Zuge der Machtübernahme der Huthi verließ er die Stadt wieder und lebte ab 2015 in Saudi-Arabien. Al-Alimi wurde am 7. April 2022 Vorsitzender des Präsidialrats, eines Gremiums, das mit den Befugnissen des jemenitischen Präsidenten ausgestattet ist. Er gilt als den Interessen Saudi-Arabiens näherstehend und war ein langjähriger Verbündeter seines Vorgängers Mansur Hadi.